# اسطوره‌شناسی پروسی

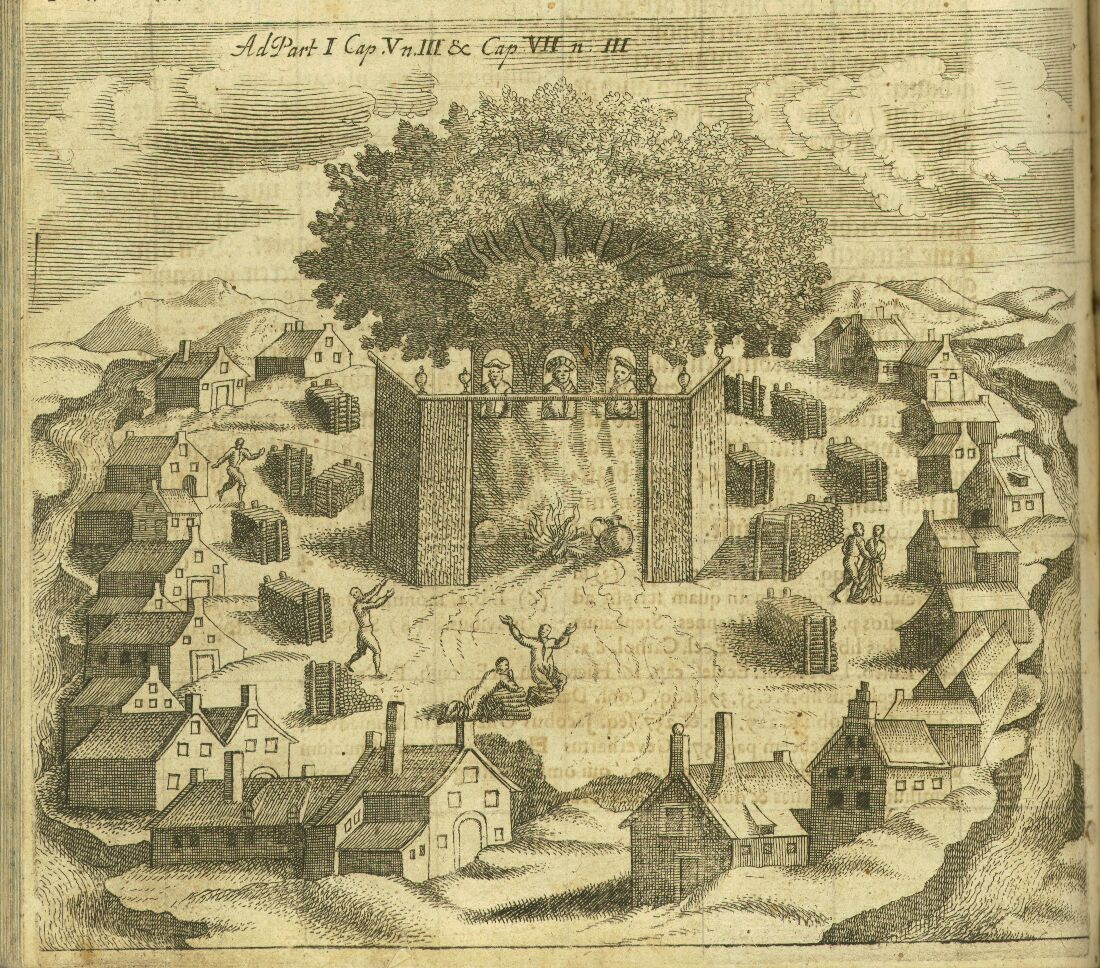
تصویر معبد رومووا با توجه به توصیف غیرقابل اعتماد از سیمون گروناو

اساطیر پروسی دین چندخداپرستی از آن مردم پروسی باستان، مردمان بومیِ پروس پیش از جنگ صلیبی پروسی از سوی شوالیه‌های تتونیک بود. این دین به دیگر ایمان‌های بالتیک مانند اساطیر لیتوانیایی و لتونیایی نزدیک بود. افسانه‌ها و اساطیر پروسی زنده نماندند زیرا فرهنگ پروسی‌ها در سرآغاز سدهٔ ۱۸ میلادی آلمانی‌سازی شدند و فرهنگشان سرنگون شد. اطلاعات پاره‌پاره و ناقص پیرامون خدایان و تشریفات مذهبی آنان در رویدادنامه‌های قرون وسطایی گوناگون وجود دارد، اما بیشترشان نامعتبر هستند. هیچ منبع نوشتاری دربارهٔ دین پاگان پیش از مسیحی‌سازی اجباری در سدهٔ ۱۳ میلادی وجود ندارد. بیشتر آنچه که دربارهٔ دین پروسی وجود دارد از منابع مشتبه سدهٔ ۱۶ به دست آمده‌است.

## پیشینه و منابع تاریخی
شوالیه‌های تتونیک، یک فرقه نظامی، در دهه ۱۲۲۰ جنگ صلیبی پروسی را آغاز نمود. هدف آن‌ها فتح کردن پروس و تبدیل کردن دین پروسی‌های پاگان به مسیحیت بود. شوالیه‌ها دژهای چوبی و سنگی ساختند، که برای پروسی‌ها غیرقابل‌تسخیر بود. با وجود اینکه پروسی‌ها پنج بار شورش کردند، تا دهه ۱۲۸۰ پروس کامل به‌دست شوالیه‌های تتونیک افتاد. استعمارگران آلمانی، لیتوانیایی، لتونیایی و لهستانی ساکن این منطقهٔ نابودشده شدند. تخمین زده می‌شود که در سال ۱۴۰۰ جمعیت پروسی‌ها ۱۰۰٬۰۰۰ تن بود و نیمی از جمعیت کل پروس را تشکیل می‌دادند. پروسی‌ها قربانی آلمانی‌سازی و همگون‌سازی فرهنگی شدند و به مرور زمان، حدود سدهٔ ۱۶ میلادی منقرض شدند. شوالیه‌ها دین پاگانیسم را اهریمنی می‌دانستند و آن را سزاوار نابودی کامل می‌دانستند و آن را مورد بررسی قرار نمی‌دادند؛ بنابراین آن‌ها علاقه‌ای به رسم و رسوم محلی نداشتند و گزارش دقیقی از اساطیر پروسی ارائه ندادند. تکه‌ها و قطعات قابل‌اعتماد اما تصادفی و پراکنده از خدایان و روایات را می‌توان در اسناد رسمی و رویدادنامه‌های تتونی یافت.
تحت تأثیر اصلاحات پروتستانی، پناهگاه کاتولیک پیشین دولت شوالیه‌های تتونیک در سال ۱۵۲۵ به دوک‌نشین پروس لوتریان تغییر یافتو اختلافات دینی علاقهٔ تازه‌ای به دین پاگان پروسی به ارمغان آورد. همان موقع، دو اثر از مطالعات بنیادی فرهنگ پروسی ساخته شدند: کتاب سودوی و رویدادنامهٔ سیمون گروناو. در رابطه با نویسندگی، تاریخ و قابل اعتماد بودن کتاب سودوی بحث‌های دانشگاهی قابل‌توجهی وجود دارد.

## پانتئون پروسی

### فهرست‌های نخستین

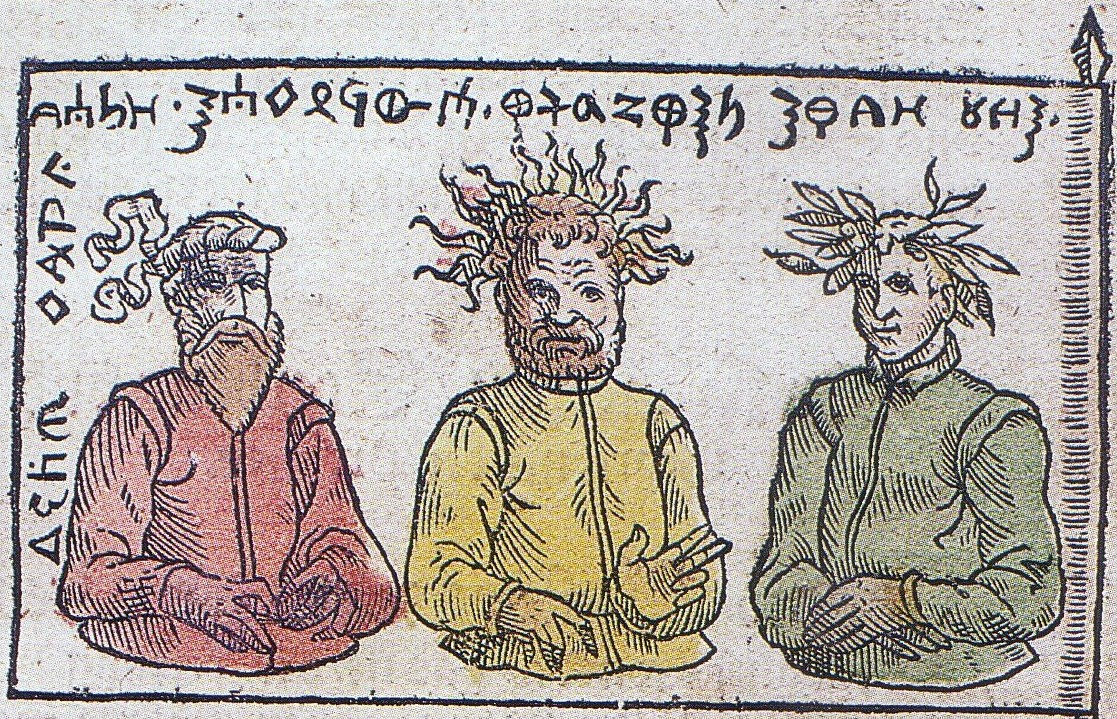
خدایان پروسی پکولس، پرکوناس و پوتریمپو اثر سیمون گروناو

پیمان کریستبورگ در سال ۱۲۴۹ از کورخه، یک بت که در طول جشن‌های درو کردن و برداشت پرستیده می‌شد نام برده‌است. چندین کاربرد پیشنهادی شامل خدای خوراک (سیمون گروناو)، خدای آهنگری (مشابه اسواروگ اسلاوی و هفائستوس یونانی)، خدای آفریننده (گرفته شده از واژه لیتوانیایی kurti - به معنای ساختن) و خدای برداشت و تراشیدن، روح اهریمنی و خدای آتش می‌شود. برخی حتی خدا بودن آن را زیر سؤال بردند و پیشنهاد دادند که شاید نام یک عروسک ذرتی باشد.
یک منبع قابل اعتماد دیگر تفاهم‌نامهٔ ۱۴۱۸ (Collato Episcopi Varmiensis) نوشته‌شده توسط اسقف وارمیا به پاپ مارتین پنجم است. این نامه به پاپ دربارهٔ دستاورد شوالیه‌های تتونی در مسیحی‌سازی پروسی‌ها بود که دیگر پاتولو و ناتریمپه را نمی‌پرستیدند. بیشتر پژوهشگران این دو را خدایان جدا می‌پندارند، اما پاتولو (اهریمنی، جهنمی) همچنین می‌تواند یک صفت برای توصیف کردن ناتریمپه باشد. با اقتباس از آثار پسین، پاتولو معمولاً به عنوان پکولس، خدای خشمگین جهان مردگان و ناتریمپه به عنوان پوتریمپو، خدای دریاها یا غلات شناخته می‌شوند.